# Birgit Beisheim
Birgit Beisheim (Hamm, 1 de mayo de 1962) es una química, empresaria y política alemana.
Fue elegida miembro del 16º parlamento estatal de Renania del Norte Westfalia y fue miembro del 17.º parlamento estatal hasta el 31 de mayo de 2017. Portavoz política de industria y gestión de la diversidad. Pertenece partido Alianza 90/Los Verdes.
Beisheim contrajo matrimonio y tiene un hijo. Es voluntaria en el Coro Filarmónico de Duisburg y en la Asociación contra el olvido.